# Богомольчик Гельдрейха
Богомольчик Гельдрейха, також амелес Хелдриха (Ameles heldreichi) — один з дрібних видів богомолів південноєвпропейського роду Ameles. Дорослі самці тендітні й крилаті, непогано літають, самиці більш кремезні, обидві пари крил сильно вкорочені. Вид поширений на Балканському півострові, Близькому Сході, до нього також відносять популяцію богомольчика кримського, що мешкає на півдні України.
Вид названий на честь німецького ботаніка Теодора фон Гельдрейха.

## Опис
Тіло невелике, вохристе. Самці тендітні, крилаті, довжиною 2,2-2,7 см. Задні крила самців прозорі, жовтуваті, надкрила повністю покривають черевце. Костальна зона передніх крил самців прозора. Самиці кремезніші, тіло 2,3-3 см, крила сильно вкорочені, ледве досягають першого тергіта черевця. Бічні краї передньоспинки самиць дрібнозубчасті, з чорними крапками. Дуже подібний до близького виду Ameles decolor, відрізняється конічним горбком зверху фасеткового ока та будовою статевих органів.

## Спосіб життя
Богомол мешкає в сухих трав'янистих ландшафтах, на чагарниках. Трапляється на схилах ярів, передгір'їв.

## Ареал
Поширений на Балканському півострові: у Греції, Болгарії, Румунії, Хорватії, Албанії, Північної Македонії. Мешкає також в Туреччині, Йорданії, Ізраїлі, Палестині, Лівії. Окрема популяція (іноді підвид богомольчик кримський) відома на півдні України: Крим, Запорізька область та Херсонська область. У 1996—2006 роках ці богомоли поширилися на степові ділянки Темрюцького району Краснодарського краю Росії.

## Охорона
В Україні внесений до Червоної книги Донецької області як неоцінений.